# Pomatoschistus canestrinii
Pomatoschistus canestrinii és una espècie de peix de la família dels gòbids i de l'ordre dels perciformes.

## Morfologia
Els mascles poden assolir els 5,5 cm de longitud total.

## Distribució geogràfica
Es troba a la mar Adriàtica (des del delta del riu Po -Itàlia- fins al riu Neretva -Croàcia-). Ha estat introduït al Llac Trasimè (Itàlia central).